# Аптекарка
«Аптекарша» — радянський короткометражний чорно-білий фільм 1964 року, дебютний фільм-курсова робота студента третього курсу ВДІКу режисера Станіслава Говорухіна, екранізація однойменного оповідання А. П. Чехова.

## Сюжет
Заштатне містечко. Ніч. Але не спить молода дружина літнього провізора Черномордика, господаря аптеки. Вона намагається заснути, але сон не йде. Раптом в нічній тиші лунають кроки і за вікном показуються дві фігури в білих офіцерських кітелях. В аптеці лунає дзвінок і аптекарка відкриває двері офіцерам. Молодий поручик Обтьосов замовляє м'ятних коржів на 15 копійок. А більш досвідчений лікар затіває невимушену бесіду…

## У ролях
- Тамара Совчі —  аптекарка
- Олександр Январьов — Обтьосов, поручик
- Борис Іванов —  лікар
- Юрій Катін-Ярцев —  Черномордиков, аптекар

## Знімальна група
- Режисер — Станіслав Говорухін
- Оператори — Микола Ільчук, Валерій Шувалов
- Художник — Інна Литвин